# 柏端達也
柏端 達也（かしわばた たつや、1965年 -　）は、日本の哲学研究者、慶應義塾大学教授。専門は行為論・形而上学。

## 来歴
名古屋市出身。1994年大阪大学大学院人間科学研究科博士課程単位取得退学。2005年「行為の因果性 いわゆる"-によって"関係(by-relation)を主題とした分析哲学的研究」で博士(人間科学)。阪大人間科学部助手、千葉大学文学部准教授、教授、慶應義塾大学文学部教授。

## 著書
- 『行為と出来事の存在論 デイヴィドソン的視点から』勁草書房 1997
- 『自己欺瞞と自己犠牲 非合理性の哲学入門』勁草書房 双書エニグマ 2007
- 『コミュニケーションの哲学入門』慶應義塾大学三田哲学会 2016
- 『現代形而上学入門』勁草書房 2017

### 共著
- 『環境のオントロジー』河野哲也,染谷昌義,齋藤暢人編著 三嶋博之,溝口理一郎,関博紀,倉田剛,加地大介共著 春秋社 2008

### 翻訳
- ルイス, メリックス,ヴァン・インワーゲン, キム, ディヴィドソン, プライア, パーゲッター, ジャクソン, サイモンズ『現代形而上学論文集』青山拓央,谷川卓共編訳 勁草書房 双書現代哲学 2006
- ドナルド・デイヴィドソン『主観的、間主観的、客観的』清塚邦彦,篠原成彦共訳 春秋社 現代哲学への招待 2007
- ドナルド・デイヴィドソン『真理・言語・歴史』立花幸司, 荒磯敏文, 尾形まり花, 成瀬尚志共訳 春秋社 現代哲学への招待 2010

## 論文
- <柏端達也